# Reneta Indżowa
Reneta Iwanowa Indżowa, bułg. Ренета Иванова Инджова (ur. 6 lipca 1953 w Nowej Zagorze) – bułgarska ekonomistka, polityk i nauczyciel akademicki, od października 1994 do stycznia 1995 premier Bułgarii.

## Życiorys
Ukończyła w 1975 ekonomię polityczną w Wyższym Instytucie Ekonomicznym im. Karla Marksa w Sofii (późniejszym Uniwersytecie Gospodarki Narodowej i Światowej). W 1988 doktoryzowała się na tej samej uczelni z zakresu nauk ekonomicznych. Pracowała jako nauczyciel akademicki na tej uczelni, a od 1990 na Uniwersytecie Technicznym w Sofii
W latach 1990–1992 była doradcą w bułgarskiej konstytuancie. W 1992 pracowała jako dyrektor działu w banku OBB, następnie pracowała w agencji ds. prywatyzacji m.in. jako jej dyrektor wykonawczy. 13 października 1994 prezydent Żelu Żelew rozwiązał 36. Zgromadzenie Narodowe, wyznaczając datę przedterminowych wyborów na 18 grudnia 1994. Reneta Indżowa, jako pierwsza kobieta w historii Bułgarii, została powołana na premiera tymczasowego rządu. Funkcję tę pełniła od 17 października 1994 do 25 stycznia 1995, kiedy to zastąpił ją przedstawiciel zwycięskiej Bułgarskiej Partii Socjalistycznej Żan Widenow.
W 1995 bezskutecznie kandydowała na burmistrza Sofii, przegrywając ze Stefanem Sofijanskim. Rok później usiłowała zarejestrować swoją kandydaturę w wyborach prezydenckich, jednak została odrzucona przez komisję wyborczą. Od połowy lat 90. pracowała w Stanach Zjednoczonych, m.in. jako menedżer projektów i wykładowca University of Pennsylvania. W 2001 wystartowała w wyborach prezydenckich w parze z Krystiu Iłowem jako kandydatem na wiceprezydenta i poparciem Ruchu na rzecz Praw i Wolności. W pierwszej turze głosowania otrzymała 4,92% głosów, zajmując 4. miejsce wśród 6 kandydatów.
Od 2008 do 2011 była dyrektorem ds. administracyjnych i finansowych w szpitalu Tokuda w Sofii. W 2012 powołana na dyrektora Krajowego Instytutu Statystycznego w Bułgarii, którym zarządzała do 2014.
Jest rozwiedziona, ma córkę.